# Mieczysław Klimowicz
Mieczysław Klimowicz (né le 14 décembre 1919 à Sokal (aujourd'hui en Ukraine) et mort le 26 août 2008 à Wrocław en Silésie) est un historien polonais de la littérature, combattant de la Seconde Guerre mondiale, député à la Diète de Pologne de 1972 à 1976, recteur de l'université de Wrocław de 1987 à 1990.

## Biographie
Pendant la Seconde Guerre mondiale, il prend part aux combats dans la campagne de septembre, pendant laquelle il est capturé par les Soviétiques et emmené dans un camp de travail à Talice. En novembre 1939, il est transféré à Baranowicze, d'où il s'évade. Il rejoint le ZWZ et l'Armée de l'Intérieur (AW). À partir de juin 1940, pendant l'occupation allemande, il reste à Bełżec, prenant part aux actions de l'AK sous la direction de Karol Kostecki (pl). Le 21 juillet 1944, il participe à la libération de Bełżec par l'AK puis avec l'Armée rouge à celle de Tomaszów Lubelski. Il habite alors chez la tante de Julia Pępiak, une Juste parmi les nations, qui a sauvé une mère et un enfant juifs, Salomea Helman avec sa fille Bronia. Il adhère au ZWiN (pl) et poursuit le combat contre les troupes allemandes en retraite dans la forêt de Solska puis jusqu'en 1947 contre les soviétiques. Il commande en septembre 1945 une compagnie dans la région de Lublin lors de l'attaque réussie de la prison politique de Tomaszów Lubelski libérant des prisonniers.
Sorti de la clandestinité, il se rend à Wrocław en septembre 1947, où il commence des études de lettres polonaises. Dès 1953, il travaille à l'Institut de recherches littéraires de l'Académie polonaise des sciences à Wrocław, qu'il dirige de 1975 à 1981 après avoir été doyen de la faculté de philologie de 1969 à 1972.
De 1972 à 1976, il siège comme député non-inscrit à la Diète et est vice-recteur de l'université. De 1987 à 1990, il est recteur de l'université de Wrocław, et il obtient le retrait du titre de l'Université le nom du président communiste de l'époque stalinienne Bolesław Bierut.
Les travaux de recherche et publications de Mieczysław Klimowicz portent essentiellement sur l'histoire de la littérature polonaise et du théâtre du siècle des Lumières en Pologne. Il est l'auteur de plus de 150 publications scientifiques.
Membre du conseil d'administration de l'Association internationale de littérature comparée (en) (AILC) de 1982 à 1989, il organise des conférences internationales et des colloques visant à présenter les contributions des études littéraires polonaises à la science mondiale.
Il est enterré au cimetière Osobowicki de Wrocław.

## Distinctions
- Docteur honoris causa de l'université de Lille
- Docteur honoris causa de l'université de Wrocław
- Officier de l'ordre Polonia Restituta
- Croix d'argent du Mérite
- Officier de l'ordre des Palmes académiques

## Ouvrages principaux
- Prekursorzy Oświecenia (Les Précurseurs des Lumières), avec Roman Kaleta). Ossolineum 1953
- Początki teatru stanisławowskiego (Les Débuts du théâtre de Stanisławowski). Państwowy Instytut Wydawniczy 1965
- Monographie Oświecenie (Les Lumières), Państwowe Wydawnictwo Naukowe (première édition 1972). (rééditions en 1975, 1977, 1980, 2002)
- Literatura Oświecenia (La Littérature des Lumières). PWN 1988